# معاملة المثليين في أوروبا
تختلف أوروبا كغيرها من مناطق العالم الأخرى في قوانينها تجاه مجتمع المثليين والمثليات ومزدوجي التوجه الجنسي والمتحولين جنسياً تبعاً للبلد، تقع 16 بلدا من أصل البلدان ال26 التي شرعت زواج المثليين في أوروبا؛ وقد أجازت 15 بلدا آخر أوروبي الاتحادات المدنية أو غيرها من أشكال الاعتراف المحدود بالشركاء المثليين. بالإضافة إلى ذلك، تعترف كل من أرمينيا وإستونيا بزواج المثليين شريطة ان يكون قد تم عقده في بلدان أخرى تسمح به ولكنها لا تعقده على أراضيها. لاتعترف عدة دول أوروبية بأي شكل من أشكال الاعتراف القانوني بالعلاقات المثلية. ويعرّف الزواج بأنه اتحاد بين رجل وامرأة فقط في دساتير أرمينيا، وروسيا البيضاء، بلغاريا، كرواتيا، جورجيا، المجر، لاتفيا، ليتوانيا، مولدوفا، الجبل الأسود، صربيا، سلوفاكيا، وأوكرانيا. ولكن، تعترف أرمينيا بزواج المثليين الذي تم عقده في بلدان أخرى تسمح به. وتعترف كرواتيا والمجر قانونيا بالعلاقات المثلية.
أكبر ثلاث دول أوروبية من حيث المساواة لمجتمع المثليين في أوروبا وفقا للفرع الأوروبي للمؤسسة الدولية للمثليين والمثليات ومزدوجي التوجه الجنسي والمتحولين جنسيا وثنائيي الجنس (ILGA - Europe) هي مالطا، بلجيكا والنرويج.

## تاريخ

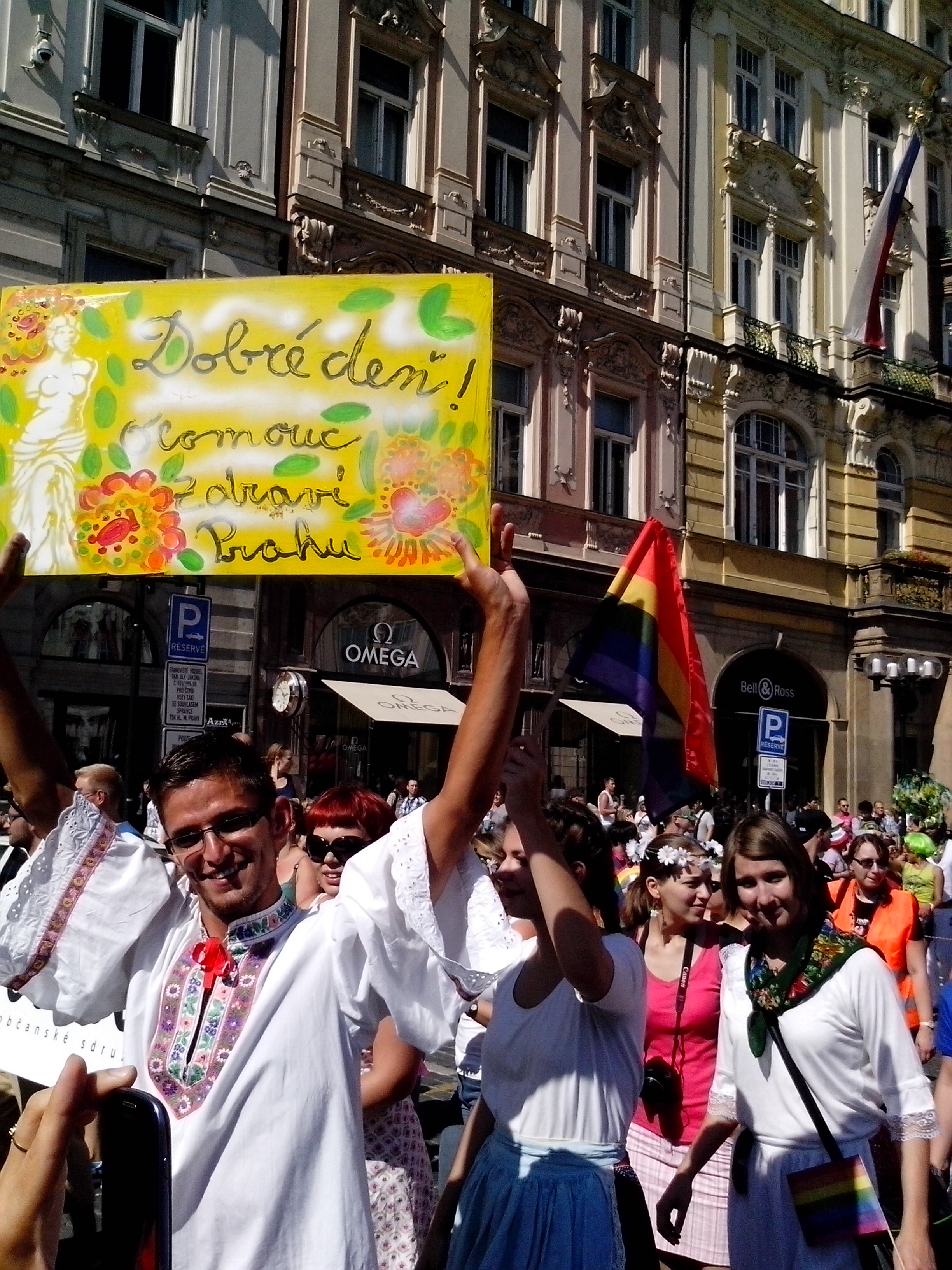
مشارك في مسيرة فخر براغ للمثليين في عام 2013 يلبس لباسا تقليديا من منطقة مورافيا (يُعرف بـ«هاناكيا») مع لافتة «صباح الخير - أولوموتس تحيي براغ»

على الرغم من أن العلاقات المثلية كانت شائعة جدا في اليونان القديمة، روما القديمة ومجتمعات الكلت الوثنيين، بعد أن أصبحت المسيحية الدين الرسمي لل إمبراطورية الرومانية، ظهرت قوانين صارمة ضد السلوك الجنسي المثلي. أدان مرسوم أصدره الإمبراطور الروماني ثيودوسيوس الأول في عام 390، أدان جميع الرجال المثليين «السلبيين» حتى الموت عن طريق الإحراق العام. وأعقب ذلك قانون جستنيان
للامبراطور البيزنطي جستينيان الأول في عام 529، التي نصت على الإخصاء العام والإعدام لجميع الذين ارتكبوا سلوكا جنسيا مثليا، سواء الشركاء الموجبين أو السلبيين. كان يعتبر السلوك الجنسي المثلي، والذي سمي بالسدومية، جريمة كبرى في معظم الدول الأوروبية، وتم إعدام الآلاف من الرجال المثليين في جميع أنحاء أوروبا خلال موجات الاضطهاد في هذه القرون. غالباً ما كان يتم اضطهاد مثليات الجنس بشكل أقل، لكنهن عانين أيضًا من الاضطهاد والإعدام من وقت لآخر.
منذ تأسيس بولندا في عام 966، لم يعرّف القانون البولندي المثلية الجنسية على أنه جريمة. بعد أربعين عاما من فقدان بولندا لاستقلالها في عام 1795، دخلت قوانين السدومية من روسيا، بروسيا، والنمسا حيز التنفيذ في الأراضي البولندية المقسمة. استعادت بولندا استقلالها في عام 1918 وتخلت عن قوانين القوى المحتلة. في عام 1932، قامت بولندا بالمساواة في السن القانونية للنشاط الجنسي بالنسبة للمثليين جنسياً والمغايرين جنسياً عند 15 عامًا.
في تركيا، أصبحت المثلية الجنسية قانونية منذ عام 1858.
خلال الثورة الفرنسية، أعادت الجمعية الوطنية الفرنسية كتابة القانون الجنائي في عام 1791، متجاهلة كل إشارة إلى المثلية الجنسية. خلال حروب نابليون، تم إلغاء تجريم المثلية الجنسية في المناطق الخاضعة للسيطرة الفرنسية، مثل هولندا والعديد من الدول الألمانية قبل التوحيد، ولكن في ألمانيا انتهى هذا بتوحيد البلاد في ظل القيصر البروسي، كما عاقب بروسيا لفترة طويلة المثلية الجنسية بقسوة. في 6 أغسطس 1942، جعلت حكومة فيشي العلاقات المثلية مع أي شخص أقل من واحد وعشرين غير قانونية كجزء من جدول أعماله المحافظ. تم إلغاء معظم تشريعات فيشي بعد الحرب، لكن قانون فيشي المعادي للمثليين ظل في الكتب لمدة أربعة عقود حتى تم إلغاؤه أخيرًا في أغسطس 1982 عندما تم تعديل سن القانونية للنشاط الجنسي (15 عامًا) مرة أخرى بالنسبة للعلاقات الجنسية المثلية والعلاقات الجنسية المغايرة.
ومع ذلك، استمر الرجال والنساء من المثليين والمثليات في العيش في حياة مغلقة في الخفاء، حيث ظل الرفض الأخلاقي والاجتماعي من قِبل المجتمع المغاير قويًا في جميع أنحاء أوروبا لعقدين آخرين، حتى بدأت حركة حقوق المثليين الحديثة في عام 1969.
كانت بلدان مختلفة تحت الديكتاتوريات في القرن العشرين معادية كثيرا للمثليين جنسيا، مثلما حدث في الاتحاد السوفياتي، في ألمانيا النازية وفي إسبانيا تحت نظام فرانشيسكو فرانكو. على النقيض من ذلك، بعد أن استعادت بولندا الاستقلال بعد الحرب العالمية الأولى، استمرت في عام 1932 لتصبح ثاني دولة في أوروبا في القرن العشرين تلغي تجريم النشاط الجنسي المثلي (بعد الاتحاد السوفيتي، الذي ألغى ذلك في عام 1917 في عهد جمهورية روسيا الاتحادية الاشتراكية السوفيتية، لكنها أعادت تجريمه في عام 1933 تحت حكم ستالين)، تليها الدنمارك في عام 1933، وآيسلندا في عام 1940، وسويسرا في عام 1942 والسويد في عام 1944.
في عام 1956، ألغت الجمهورية الديمقراطية الألمانية الفقرة 175 من قانون العقوبات الألماني الذي يجرم المثلية الجنسية. في عام 1962، تم تجريم السلوك الجنسي المثلي في تشيكوسلوفاكيا، في أعقاب بحث علمي أجراه كورت فرويند والذي تضمن تدفق دم القضيب للرجال المثليين الذين بدا أنهم تخلوا عن العلاقات الجنسية مع رجال آخرين وتزوجوا من نساء. توصل فروند إلى استنتاج مفاده أن التوجه المثلي لا يتغير. يتناقض الادعاء القائل بأن تدفق دم القضيب للرجال كان السبب وراء إلغاء تجريم السلوك المثلي في تشيكوسلوفاكيا مع حقيقة أنه ينطبق على النساء أيضًا، حيث إن فكرة الثبات حول التوجه الجنسي الخاص بالذكور هي حجة لحقوق المثليين المقترنة بفكرة اللدونة الجنسية للإناث هي عكس حقوق المثليات.
في عام 1972، أصبحت السويد أول بلد في العالم يسمح للأشخاص المتحولين جنسيا بموجب تشريع لتغيير جنسهم جراحيا وتوفير العلاج بالهرمونات البديلة مجانا.
في عام 1979، قام عدد من الأشخاص في السويد بعدم الذهاب إلى العمل لكونهم «مثليي الجنس»، وذلك احتجاجًا على تصنيف المثلية الجنسية على أنها مرض. وأعقب ذلك احتجاج للنشطاء للمكتب الرئيسي للمجلس الوطني للصحة والرعاية الاجتماعية السويدي. في غضون بضعة أشهر، أصبحت السويد أول دولة في أوروبا تزيل تصنيف المثلية الجنسية كمرض.
في عام 1989، أصبحت الدنمارك أول دولة في أوروبا والعالم، تقدم الشراكات المسجلة للشركاء المثليين.
في عام 1991، أصبحت بلغاريا أول دولة في أوروبا تحظر زواج المثليين دستوريا. ومنذ ذلك الحين، اتبعت إحدى عشرة دولة (ليتوانيا في عام 1992، وروسيا البيضاء ومولدوفا في عام 1994، وأوكرانيا في عام 1996، وبولندا في عام 1997، ولاتفيا وصربيا في عام 2006، والجبل الأسود في عام 2007، والمجر في عام 2012، وكرواتيا في عام 2013، وسلوفاكيا في عام 2014). في بولندا، تم إلغاء هذا الحظر في عام 2019.
في عام 2001، تم اتخاذ الخطوة التالية، عندما سمحت هولندا بالزواج المدني للأزواج المثليين، مما جعلها أول دولة في العالم تقوم بذلك. ومنذ ذلك الحين، تبعتها 15 دولة أوروبية أخرى (بلجيكا في عام 2003، إسبانيا في عام 2005، النرويج والسويد في عام 2009، البرتغال وآيسلندا في عام 2010، الدنمارك في عام 2012، فرنسا في عام 2013، إنجلترا وويلز في عام 2013، اسكتلندا في عام 2014، لوكسمبورغ وجمهورية أيرلندا في عام 2015، فنلندا ومالطا وألمانيا في عام 2017، النمسا في عام 2019).
في 22 أكتوبر 2009، صوتت جمعية كنيسة السويد بقوة لصالح إعطاء مباركة للأزواج المثليين، بما في ذلك استخدام مصطلح الزواج، ("matrimony"). تم تطبيق القانون الجديد في 1 نوفمبر 2009. صوتت كنيسة آيسلندا في أكتوبر 2015 لصالح السماح للمثليين بالزواج في كنائسها. وبموجب قانون الزواج الدنماركي، يمكن للقسيسين التابعين لكنيسة الدنمارك رفض إجراء مباركة زواج مثلي، لكن على الأسقف المحلي أن يرتب بديلاً لذلك في كنائسهم. صوَّتت كنيسة النرويج عام 2015 لصالح سماح عقد زواج المثليين في كنائسها. وتم التصديق على القرار في المؤتمر السنوي للكنيسة يوم 11 أبريل عام 2016. عدلت الكنيسة رسميًا الطقوس الدينية الخاصة بالزواج في 30 يناير 2017، لتحل نص محايد جنسيا محل الإشارة إلى «العروس والعريس». تزوج أول زوجين مثليين من الذكور في الكنيسة على الفور لحظة دخول التغييرات حيز التنفيذ، في 1 فبراير 2017.

## التطورات الأخيرة
أصبحت الشراكات المدنية قانونية في جمهورية أيرلندا منذ عام 2011. في عام 2013، عقدت الحكومة مؤتمراً دستوريًا صوت بأغلبية ساحقة لصالح تعديل الدستور من أجل توسيع نطاق حقوق الزواج لتشمل الأزواج المثليين. في 22 مايو 2015، صوت المواطنون الأيرلنديون حول ما إذا كان يجب إضافة التعديل التالي إلى الدستور: «يجوز عقد الزواج وفقًا للقانون من قبل شخصين دون تمييز فيما يتعلق بجنسهما». صوت 62.1% من الناخبين لصالح التعديل، مما جعل أيرلندا أول دولة في العالم تقنن زواج المثليين من خلال استفتاء وطني. أقيمت أول احتفالات زواج المثليين في أيرلندا في نوفمبر 2015.
تم السماح بالشراكات المدنية في جزيرة مان منذ عام 2011، وفي جيرزي في عام 2012. قننت كلا توابع التاج البريطاني زواج المثليين لاحقا منذ 22 يوليو 2016 و 1 يوليو 2018 على التوالي.
قننت ليختنشتاين أيضا الشراكة المسجلة وذلك عبر تصويت 68% من الناخبين في استفتاء في عام 2011.
في 1 يناير 2012، دخل الدستور الجديد للمجر الذي سنته حكومة فيكتور أوربان، زعيم حزب فيدس – الاتحاد المدني المجري الحاكم، حيز التنفيذ، حيث قيد الزواج لصالح الأزواج المغايرين فقط، ولا يحتوي على ضمانات للحماية من التمييز على أساس التوجه الجنسي.
في عام 2012، أطلقت حكومة المملكة المتحدة استشارة عامة لزواج المثليين، تنوي تغيير القوانين السارية في إنجلترا وويلز. تم توقيع قانون الزواج (الأزواج المثليون) 2013 في 17 يوليو 2013. وبدأت الحكومة الاسكتلندية مشاورة مماثلة، تهدف إلى تقنين زواج المثليين في اسكتلندا بحلول عام 2015. في 4 فبراير 2014، أقر البرلمان الإسكتلندي قانون الزواج والشراكة المدنية (اسكتلندا) 2014 وكذلك إنهاء «حق النقض الزوجي» الذي يسمح للزوج بحرمان الزوج المتحول جنسياً من القدرة على تغيير جنسه القانوني. تعتبر أيرلندا الشمالية الجزء الوحيد من المملكة المتحدة الذي لا يسمح بزواج المثليين.
في أيار/مايو 2013، أقرت فرنسا زواج المثليين، حيث وقع الرئيس الفرنسي فرانسوا هولاند قانونًا يجيز الزواج والتبني للأزواج المثليين.
في 30 يونيو 2013، وقع فلاديمير بوتين، رئيس روسيا، على قانون الدعاية المثلية الروسي، والذي وافق عليه مجلس الدوما. يجعل القانون توزيع الدعاية بين القاصرين لدعم العلاقات «غير التقليدية» جريمة جنائية.
في 1 كانون الأول/ديسمبر 2013، أُجري استفتاء في كرواتيا لتعريف الزواج دستوريًا باعتباره اتحادًا بين امرأة ورجل. نجح الاستفتاء، حيث أيد 65.87% من الناخبين الإجراء، وبلغت نسبة الإقبال 37.9%.
في 27 يناير 2014 في جمهورية شمال قبرص التركية، أقر نواب القبارصة الأتراك تعديلاً يلغي قانون الحقبة الاستعمارية الذي يعاقب على العلاقات الجنسية المثلية بالسجن لمدة تصل إلى خمس سنوات.
يوم 14 أبريل عام 2014، صوت البرلمان المالطي لصالح «قانون الاتحاد المدني» الذي يعترف بالشركاء المثليين ويسمح لهم بتبني الأطفال. وفي اليوم نفسه، صوت البرلمان المالطي لصالح تعديل دستوري لحظر التمييز على أساس التوجه الجنسي والهوية الجندرية.
في 4 يونيو 2014، وافق البرلمان السلوفاكي بأغلبية ساحقة على تعديل دستوري قدمته الحكومة الاجتماعية الديمقراطية لحظر زواج المثليين، وذلك في تصويت 102 صوتا لصالحه مقابل 18 صوتا ضد (102-18)، وبذلك تحصيل نسبة 2/3 من الأصوات المتطلبة (الحد الأدنى 100 نائبا من بين 150 نائبا) لسن هذا التعديل الدستوري.
في 18 يونيو 2014، وافق برلمان لوكسمبورغ على مشروع قانون لتشريع زواج المثليين في لوكسمبورغ وتشريع تبني المثليين للأطفال. تم نشر القانون في الجريدة الرسمية في 17 يوليو ودخل حيز التنفيذ في 1 يناير 2015.
في 15 يوليو 2014، أصدر البرلمان الكرواتي قانون شراكة الحياة الذي يمنح الشركاء المثليين جميع الحقوق التي يتمتع بها الأزواج المغايرون، باستثناء التبني. ومع ذلك، يسمح القانون لشريك حياة الوالد البيولوجي بأن يصبح الوصي على طفل شريكه. الوصاية على الشريك كمؤسسة مساوية لتبني الشريك للطفل البيولوجي للشريك الآخر من حيث الحقوق والمسؤوليات، لكنها لا تمنح صفة الأبوة لشريك الحياة. معايير الوصاية على الشريك وتبني الشريك للطفل البيولوجي للشريك الآخر للأزواج المغايرين هي نفسها. وأيضًا، بغض النظر عن الوصاية على الشريك، قد يتحمل شريك الحياة مسؤولية الأبوة الجزئية على الطفل إما عن طريق المحكمة أو الإجماع بين الوالدين والشريك مدى الحياة، حتى في حالة تامة عندما تقرر المحكمة أن ذلك في مصلحة الطفل.
في سبتمبر 2014، دخل قانون حيز التنفيذ في الدنمارك، حيث أسقط فعلياً الممارسة السابقة المتمثلة في مطالبة المتحولين جنسياً بالخضوع للتقييم النفسي الشاق والإخصاء قبل السماح لهم بتغيير جنسهم القانوني. لا يتطلب الأمر أكثر من بيان الهوية الجنسية والتأكيد اللاحق لطلب تغيير الجنس بعد فترة انتظار مدتها 6 أشهر، مما يعني أن أي شخص يرغب في تغيير خانة نوع الجنس القانونية يمكنه القيام بذلك دون أي تقييم خبير وبعض القيود الرسمية الأخرى. وفي الوقت نفسه، قدم وزير الصحة النرويجي بنت هوي وعودًا بأنه سيتم صياغة قانون مماثل للنرويج قريبًا. وهو ما تم، إذ أعلنت الحكومة بتاريخ 18 مارس عام 2016 عن طرح مشروع قانون يسمح بتغيير الجنس القانوني للأفراد دون اشتراط إجراء أي شكل من أشكال التقييم النفسي أو إجراء تشخيص طبي لاضطراب الهوية الجندرية أو أي نوع آخر من المداخلات الطبية، وذلك شريطةَ أن يبلغ المتقدم ما لا يقل عن ستة عشر عاماً. ويستطيع القاصرين أيضاً ممن تتراوح أعمارهم بين 6 حتى 16 عاماً تغيير جنسهم القانوني بموافقة الولي. وافق البرلمان على مشروع القانون يوم 6 يونيو بغالبية 79 صوتاً لصالحه مقابل 13 صوتاً ضده (79-13). صدر القانون رسمياً يوم 17 يونيو ودخل حيز التنفيذ يوم 1 يوليو 2016.
في 9 أكتوبر 2014، أقر برلمان إستونيا مشروع قانون إتفاقيات التعايش بأغلبية 40 صوتًا لصالح مقابل 38 صوتًا ضد (40-38). تم توقيعه من قبل الرئيس توماس هندريك إيلفس في نفس اليوم ودخل حيز التنفيذ في 1 يناير 2016.
في 27 تشرين الثاني/نوفمبر 2014، أقر برلمان أندورا مشروع قانون الاتحاد المدني، الذي أقر أيضًا التبني المشترك للشركاء المثليين. في 24 كانون الأول/ديسمبر 2014، نُشر مشروع القانون في المجلة الرسمية، في أعقاب التوقيع عليه من قِبل أحد أميري أندورا فرانسوا هولاند عليه (رئيس فرنسا هو أيضا أحد الأميرين في نظام الإمارة المشترك لأندورا) إذ أن توقيعا واحدا من أحد الأميرين في نظام الإمارة المشترك لأندورا يكفي لكي يصبح المشروع قانونا يطبق. دخل القانون حيز التنفيذ في 25 ديسمبر 2014.
في 12 ديسمبر 2014، أقر برلمان فنلندا مشروع قانون زواج المثليين بأغلبية 101 صوتًا لصالح مقابل 90 صوتًا ضد (101-90). تم التوقيع على القانون من قبل الرئيس ساولي نينيستو في 20 فبراير 2015. من أجل أن يتم تطبيق أحكام القانون الإطاري بشكل كامل، كان يجب إصدار تشريع إضافي. دخل القانون حيز التنفيذ في 1 مارس 2017.
في يناير 2015، صوت برلمان شمال مقدونيا لصالح تعريف الزواج دستوريًا كإتحاد بين رجل وامرأة فقط. بالإضافة إلى ذلك، اعتمد السياسيون تعديلاً لضمان أن أغلبية الثلثين ستكون ضرورية لتنظيم الزواج والأسرة والاتحادات المدنية. كانت هذه الأغلبية محفوظة سابقا لقضايا مثل السيادة والمسائل الإقليمية. وفي 9 كانون الثاني/يناير، وافقت اللجنة البرلمانية المعنية بالمسائل الدستورية على سلسلة من التعديلات، بما في ذلك تقييد الزواج وأغلبية الثلثين التي كانت مشمولة في آخر لحظة. في 20 يناير، تمت الموافقة على التعديلات في البرلمان بأغلبية 72 صوتًا لصالحها مقابل 4 أصوات ضدها (72-4). من أجل إضافة هذه التعديلات إلى الدستور، كان يلزم إجراء تصويت نهائي للموافقة عليها. وقد بدأت هذه الجلسة البرلمانية الأخيرة في 26 يناير/كانون الثاني ولكنها لم تتم، لأن الائتلاف الحاكم لم يحصل على أغلبية الثلثين المطلوبة.
في 7 فبراير 2015، صوت السلوفاك في استفتاء لحظر زواج المثليين وتبني المثليين للأطفال. كانت نتيجة الاستفتاء هي الموافقة على مقترحات الحظر، بأغلبية 95% و 92%، على التوالي. ومع ذلك، فقد اعتبر الاستفتاء غير صالح بموجب قانون الاستفتاء بسبب انخفاض نسبة المشاركة (والتي كانت أقل من شرط 50%).
في 3 مارس 2015، أقر برلمان سلوفينيا مشروع قانون زواج المثليين بأغلبية 51 صوتًا لصالح مقابل 28 صوتًا ضد (51-28). في 20 ديسمبر 2015، رفض السلوفينيون مشروع قانون زواج المثليين الجديد بهامش 63% إلى 37%.
في نوفمبر 2015، وافق البرلمان القبرصي على مشروع قانون يشرع الاتحادات المدنية للشركاء المثليين في تصويت 39 صوتا لصالح مقابل 12 صوتا ضد (39-12). دخل القانون حيز التتفيذ في 9 ديسمبر 2015.

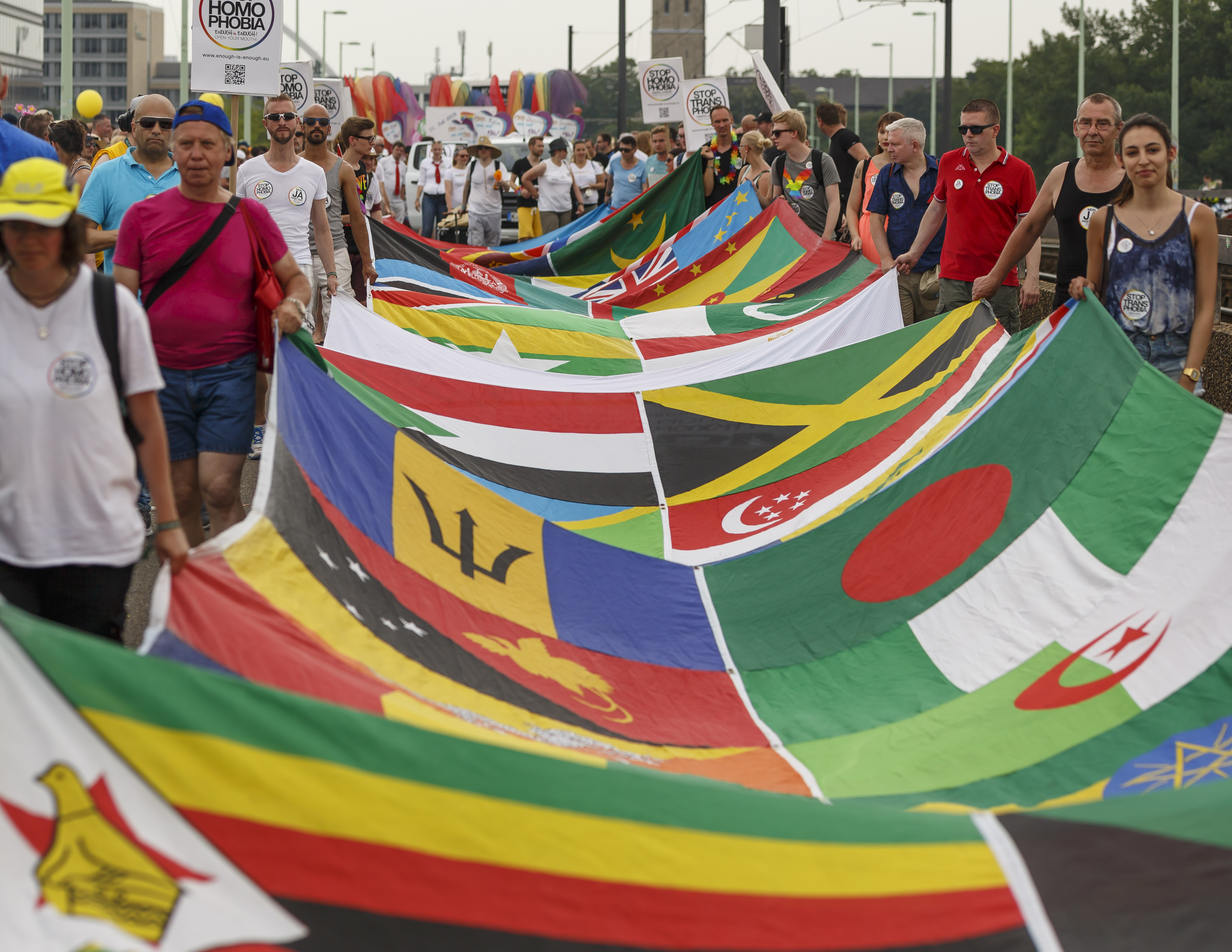
نشطاء مجتمع المثليين في فخر كولونيا يحملون لافتة تحمل أعلام 72 دولة حيث تعتبر المثلية الجنسية غير قانونية

وافق البربمان اليوناني على مشروع قانون لتقنين الاتحاد المدني للشركاء المثليين في ديسمبر/كانون الأول عام 2015 في تصويت 194 صوتا لصالح مقابل 55 صوتا ضد (194-55). تم توقيع القانون من قبل الرئيس ودخل حيز التنفيذ في 24 ديسمبر 2015.
في 29 نيسان/أبريل 2016، صوّت برلمان جزر فارو، وهو بلد تابع لمملكة الدنمارك، على توسيع قانون زواج المثليين الدنماركي ليشمل البلد، باستثناء إمكانية الزواج القانوني في احتفال ديني. تعين على البرلمان الدنماركي الموافقة على استبعاد امكانية الزواج الديني في جزر فارو، خلافا لما حدث في الدنمارك حيث يمكن للكنائس عقد زواج المثليين. دخل القانون حيز التنفيذ في جزر فارو في 1 يوليو 2017، وذلك بعد إجراء شكلي للمصادقة عليه من قبل البرلمان الدنماركي ومنحه الموافقة الملكية.
تمت الموافقة على مشروع قانون تقنين الاتحادات المدنية للشركاء المثليين في إيطاليا في 13 مايو 2016 من قبل برلمان إيطاليا. وقع الرئيس على القانون في 20 مايو 2016. تم نشره في الجريدة الرسمية في 21 مايو، ودخل حيز التنفيذ في 5 يونيو 2016.
في 21 سبتمبر 2016، وافق مجلس غيرنزي على مشروع قانون تقنين زواج المثليين، في تصويت 33 صوتا لصالح مقابل 5 أصوات ضد (33-5). وحصل مشروع القانون على الموافقة الملكية في 14 ديسمبر 2016، ودخل حيز التنفيذ في 1 يوليو 2017.
في 26 أكتوبر 2016، وافق برلمان جبل طارق بالإجماع على مشروع قانون يسمح بزواج المثليين في تصويت 15 صوتا لصالح مقابل عدم تصويت أي نائب ضد (15-0). تلقى مشروع القانون الموافقة الملكية في 1 نوفمبر 2016. ودخل حيز التنفيذ في 15 ديسمبر 2016.
في 31 يناير 2017، حكمت المحكمة العليا الإيطالية بأن زواج المثليين، الذي جرى بين امرأتين وأقيم في فرنسا، يجب الاعتراف به في إيطاليا. ورفضت المحكمة الاستماع إلى قضية رئيس بلدية مدينة سانتو ستيفانو ديل سول الصغيرة، التي كانت تحاول الطعن في حكم سابق صدر من محكمة الاستئناف في نابولي، حيث تم الاعتراف رسميا بالزواج. ولدى إحدى الامرأتين الحق في المطالبة بالجنسية الإيطالية عن طريق حق الدم. وهكذا، كان يُنظر إلى رفض الاعتراف بالاتحاد على أنه انتهاك مباشر ل«ميثاق الحقوق الأساسية للاتحاد الأوروبي»، للحقوق الأساسية للمواطنين الأوروبيين، من حق حرية التنقل للمواطنين في جميع أنحاء الدول الأعضاء، وأخيرا، من أساس عدم التمييز. هذه هي المرة الأولى التي يتم فيها قبول زواج المثليين في إيطاليا، لكن الحكم لا يعني بالضرورة أن يكون هذا هو الحال بشكل عام.
في يوليو 2017، وافق كل من برلمان ألمانيا وبرلمان مالطا على مشروعي قانون للسماح بزواج المثليين. وقع رئيسا البلدين على مشروعي القانون ليصبحا قانونين. دخل قانون زواج المثليين في مالطا حيز التنفيذ في 1 سبتمبر 2017 ودخل قانن زواج المثليين في ألمانيا حيز التنفيذ في 1 أكتوبر 2017.
في 5 ديسمبر 2017، ألغت المحكمة الدستورية في النمسا الحظر المفروض على زواج المثليين باعتباره غير دستوري. أصبح زواج المثليين قانونًا في 1 يناير 2019.
في أواخر عام 2018، مرر برلمان سان مارينو قانونًا للاتحادات المدنية والذي يسمح بتبني أحد الشريكين للطفل البيولوجي للشريك المثلي. ودخل القانون حيز التنفيذ بشكل كامل في 11 فبراير 2019، بعد إجراء عدد من التغييرات القانونية والإدارية.
في 11 فبراير 2019، حكمت المحكمة الإدارية العليا لمحافظة مازوفيا في قضية Wojewódzki Sąd Administracyjny w Warszawie، بأن الدستور البولندي لا يحظر زواج المثليين. في حكمها، رفضت المحكمة الاعتراف بالزواج، حيث أنه لا توجد أحكام قانونية لزواج المثليين في بولندا، ولكن حكمت أيضا أن القانون الدستوري البولندي لا يحظر مثل حالات الزواج هذه. وهذا يعني أن الدستور البولندي لا يسمح بزواج المثليين ولا يحظره. ولذلك، يمكن للبرلمان البولندي تعديل القانون لتشريع زواج المثليين أو الشراكات المثلية دون انتهاك الدستور.

## الرأي العام في أوروبا
| يوروباروميتر 2015:% من الناس في كل بلد "يوافقون تمامًا" أو "يميلون إلى الاتفاق" مع عبارة "يجب أن يتمتع الأشخاص من مجتمع المثليين بنفس الحقوق التي يتمتع بها الأشخاص المغايرون." |                |
| الدولة | النسبة المئوية |
| هولندا | 96%            |
| السويد | 95%            |
| الدنمارك | 90%            |
| إسبانيا | 90%            |
| أيرلندا | 87%            |
| المملكة المتحدة | 84%            |
| فرنسا | 81%            |
| بلجيكا | 81%            |
| مالطا | 77%            |
| لوكسمبورغ | 75%            |
| فنلندا | 74%            |
| إيطاليا | 72%            |
| البرتغال | 71%            |
| ألمانيا | 70%            |
| النمسا | 70%            |
| قبرص | 62%            |
| جمهورية التشيك | 62%            |
| اليونان | 62%            |
| سلوفينيا | 54%            |
| بلغاريا | 51%            |
| المجر | 49%            |
| كرواتيا | 48%            |
| إستونيا | 48%            |
| ليتوانيا | 44%            |
| لاتفيا | 42%            |
| بولندا | 37%            |
| رومانيا | 36%            |
| سلوفاكيا | 36%            |

في 2002 أظهر استطلاع لمركز بيو للأبحاث، أن الأغلبية في كل دولة أوروبية غربية قالت أنه يجب على المجتمع أن يتقبل المثلية الجنسية، في حين خالفهم الرأي معظم الروس والبولنديين والأوكرانيين. وفقًا لاستطلاع الرأي الذي أجرته مؤسسة استطلاع الرأي غالوب أوروبا في عام 2003، فإن النساء والأجيال الشابة والمتعلمين تعليماً عالياً يدعمون على الأرجح زواج المثليين وحقوق تبني المثليين للأطفال أكثر من الديموغرافيات الأخرى.
أظهر مقياس يوروباروميتر في عام 2006، الذي شمل ما يصل إلى 30,000 شخص من كل بلد من بلدان الاتحاد الأوروبي، رأيًا منقسمًا حول الدول الأعضاء البالغ عددها 27 دولة آنذاك بشأن مسألة زواج المثليين. كانت غالبية الدعم من هولندا (82%) والسويد (71%) والدنمارك (69%) وبلجيكا (62%) ولوكسمبورغ (58%) وإسبانيا (56%) وفنلندا (54%) وألمانيا (52%) وجمهورية التشيك (52%). كان دعم جميع البلدان الأخرى داخل الاتحاد الأوروبي أقل من 50%؛ مع كون رومانيا (11%) ولاتفيا (12%) وقبرص (14%) وبلغاريا (15%) واليونان (15%) وليتوانيا (17%) وبولندا (17%) والمجر (18%) ومالطا (18%) في الطرف الآخر من القائمة. حظي تبني المثليين للأطفال بدعم الأغلبية من دولتين فقط: هولندا بنسبة 69% والسويد بنسبة 51% وكان أقل تأييد لذلك في بولندا ومالطا بنسبة 7% على التوالي.
أكدت دراسة استقصائية أجريت مؤخرا في أكتوبر 2008 من قبل جريدة ذا أوبزرفر أن غالبية صغيرة من البريطانيين - 55% - تؤيد زواج المثليين. أظهر استطلاع للرأي عام 2013 أن غالبية الشعب الأيرلندي يؤيد زواج المثليين وتبني المثليين للأطفال، بنسب 73% و 60% على التوالي. لدى فرنسا دعم لزواج المثليين بنسبة 62%، على عكس روسيا بنسبة 14% فقط. يدعم الإيطاليون «قانون الشراكة المدنية» بين الشركاء المثليين بنسبة 45% مع معارضة 47% منهم. في عام 2009، دعم 58.9 % من الإيطاليين الاتحادات المدنية، في حين أن أقلية 40.4% أيدوا زواج المثليين. في عام 2010، دعم 63.9% من اليونانيين اتفاقيات التعايش، بينما أيدت أقلية 38.5% منهم زواج المثليين. في عام 2012، أظهر استطلاع أجرته جريدة مالطاتوداي  أن 41% من المالطيين يؤيدون زواج المثليين، مع زيادة الدعم إلى 60% بين الفئة العمرية 18-35. في استطلاع للرأي عام 2013 أجراه سيبوس، كان 65% من البولنديين ضد الاتحادات المدنية المثلية، و 72% من البولنديين ضد زواج المثليين، و 88% ضد تبني المثليين للأطفال، و 68% كانوا ضد إظهار الأشخاص المثليين والمثليات ومزدوجي التوجه الجنسي علنًا لطريقة حياتهم. في كرواتيا، كشف استطلاع للرأي أجري في نوفمبر 2013 أن 59% من الكروات يعتقدون أنه ينبغي تعريف الزواج دستوريًا باعتباره اتحادًا بين رجل وامرأة، بينما لا يوافق 31% منهم على الفكرة. وجد استطلاع للرأي أجراه سيبوس في فبراير 2014 أن 70 ٪ من البولنديين يعتقدون أن النشاط الجنسي من نفس الجنس غير مقبول أخلاقيا، في حين أن 22 ٪ فقط يعتقدون أنه مقبول أخلاقيا.
تم قياس الدعم الشعبي لزواج المثليين في الدول الأعضاء في الاتحاد الأوروبي في استطلاع عام 2015، وتبين النتائج أنه الأكبر في هولندا (91%)، السويد (90%)، الدنمارك (87%)، إسبانيا (84%)، أيرلندا (80%)، بلجيكا (77%)، لوكسمبورغ (75%)، المملكة المتحدة (71%) وفرنسا (71%). في السنوات الأخيرة، ارتفع الدعم الشعبي لزواج المثليين بشكل ملحوظ في مالطا، من 18% في عام 2006 إلى 65% في عام 2015 وأيرلندا من 41% في عام 2006 إلى 80% في عام 2015.
بعد الموافقة على زواج المثليين في البرتغال في يناير 2010، ذكر مانسبته 52% من السكان البرتغاليين أنهم يؤيدون تشريعه. في عام 2008، أيد 58% من الناخبين النرويجيين قانون الزواج الذي تم تقديمه في العام نفسه، وكان 31% ضده. في يناير 2013، أيد 54.1% من الإيطاليين الذين تم إستطلاع آراءهم زواج المثليين في استطلاع أواخر يناير 2013، أيد 77.2% من الإيطاليين الذين تم إستطلاع آرائهم الاعتراف بالاتحادات المدنية للشركاء المثليين.
في اليونان إزداد الدعم الشعبي لزواج المثليين
بأكثر من الضعف بين عامي 2006 و 2015، وإن كان لا يزال منخفضا إلى حد كبير. في عام 2006، أجاب 15% أنهم يوافقون على السماح بزواج المثليين في جميع أنحاء أوروبا، في حين وافق 33% منهم في عام 2015 على ذلك.
في أيرلندا، كشفت دراسة استقصائية عام 2008 أن 84% من الناس يؤيدون الاتحادات المدنية للشركاء المثليين (و أيد 58% منهم زواج المثليين)،
في حين أظهر استطلاع عام 2010 أن 67% منهم يؤيدون زواج المثليين، بحلول عام 2012 ارتفع هذا الرقم إلى 73% من الداعمين لتقنين زواج المثليين في جمهورية أيرلندا. في 22 مايو 2015، صوت 62.1 % من الناخبين لتكريس زواج المثليين في الدستور الأيرلندي على قدم المساواة مع الزواج بين رجل وامرأءة.
وجدت دراسة تعود لشهر مارس من عام 2013 أجرتها تالوستيتكيموس (بالفنلندية: Taloustutkimus) أن 58% من الفنلنديين يؤيدون زواج المثليين.
في كرواتيا، كشف استطلاع للرأي أجري في نوفمبر 2013 أن 59% من الكروات يعتقدون أن الزواج يجب أن يُعرّف دستوريًا على أنه اتحاد بين رجل وامرأة، في حين أن 31% لا يتفقون مع الفكرة.
في بولندا كشف استطلاع تم في عام 2013 أن 70% من البولنديين يرفضون فكرة الشراكات المسجلة. كشف استبيان آخر في فبراير 2013 أن 55% من البولنديين يعارضون فكرة الشراكات المسجلة للشركاء المثليين بينما أيدها 38% منهم.
يميل الدعم الشعبي لزواج المثليين إلى أن يكون في أدنى المعدلات في الاتحاد الأوروبي، في كل من بلغاريا، لاتفيا، المجر، رومانيا، سلوفاكيا، وليتوانيا. بلغ متوسط نسبة الدعم الشعبي لزواج المثليين في الاتحاد الأوروبي في عام 2006 عندما لما كان فيه 25 عضوًا 44%، والتي كانت قد انحدرت من نسبة سابقة بلغت 53%. نتج هذا التغيير عن انضمام دول أكثر محافظة اجتماعياً إلى الاتحاد الأوروبي. في عام 2015، مع 28 عضوا، كان متوسط الدعم 61%.
ويظهر استطلاع إن دي آي في عام 2015 أن 10% فقط من السكان في منطقة البلقان (صربيا، البوسنة والهرسك، ألبانيا، كوسوفو، الجبل الأسود وشمال مقدونيا) تعتقد أن زيجات المثليين مقبولة ، على عكس 88% ممن يعتقدون أنها غير مقبولة.

الحالة القانونية لتبني الأزواج والشركاء المثليين في أوروبا

| الدولة          | مؤسسة استطلاع الرأي     | السنة | مع  | ضد  | محايد                                                   |
| --------------- | ----------------------- | ----- | --- | --- | ------------------------------------------------------- |
| النمسا          | أيماس                   | 2015  | 46% | 48% | 6%                                                      |
| بلجيكا          | إيبسوس                  | 2013  | 67% | 33% | 0%                                                      |
| بلغاريا         | يوروبارومتر             | 2006  | 12% | 68% | 20%                                                     |
| قبرص            | يوروبارومتر             | 2006  | 10% | 86% | 4%                                                      |
| جمهورية التشيك  | سي في في أم             | 2019  | 47% | 47% | 6%                                                      |
| الدنمارك        | مركز بيو للدراسات       | 2017  | 75% | -   | -                                                       |
| إستونيا         | أي أس آي                | 2012  | 26% | 66% | 8%                                                      |
| فنلندا          | تالوستوتكيموس           | 2013  | 51% | 42% | 7%                                                      |
| فرنسا           | مركز بيو للدراسات       | 2017  | 64% | -   | -                                                       |
| ألمانيا         | مركز بيو للدراسات       | 2017  | 67% | -   | -                                                       |
| اليونان         | ديانيوسس                | 2017  | 26% | 72% | 2%                                                      |
| المجر           | يوروبارومتر             | 2006  | 13% | 81% | 6%                                                      |
| جمهورية أيرلندا | راد سي بول              | 2011  | 60% | -   | -                                                       |
| إيطاليا         | إيبسوس                  | 2019  | 34% | -   | -                                                       |
| لاتفيا          | يوروبارومتر             | 2006  | 8%  | 89% | 3%                                                      |
| ليتوانيا        | يوروبارومتر             | 2006  | 12% | 82% | 6%                                                      |
| لوكسمبورغ       | بوليتمونيتر             | 2013  | 55% | 44% | 1%                                                      |
| مالطا           | ميسكو                   | 2014  | 20% | 80% | -                                                       |
| هولندا          | مركز بيو للدراسات       | 2017  | 86% | -   | -                                                       |
| النرويج         | يوغوف                   | 2012  | 54% | 34% | 12%                                                     |
| بولندا          | إيبسوس                  | 2017  | 16% | 80% | 4%                                                      |
| البرتغال        | مركز بيو للأبحاث        | 2017  | 59% | 28% | 13%                                                     |
| رومانيا         | يوروبارومتر             | 2006  | 8%  | 82% | 10%                                                     |
| روسيا           | فتسيوم                  | 2015  | 3%  | 88% | 9%                                                      |
| صربيا           | جي أس أي                | 2010  | 8%  | 79% | 13%                                                     |
| سلوفاكيا        | يوروبارومتر             | 2006  | 12% | 84% | 4%                                                      |
| سلوفينيا        | ديلو ستيك               | 2015  | 38% | 55% | 7%                                                      |
| إسبانيا         | مركز بيو للدراسات       | 2017  | 81% | -   | -                                                       |
| السويد          | مركز بيو للدراسات       | 2017  | 80% | -   | -                                                       |
| سويسرا          | بينك كروس               | 2016  | 50% | 39% | 11%                                                     |
| أوكرانيا        | غاي أليانس أوف أوكرانيا | 2013  | 7%  | 68% | 12% 13% يؤيدون تبني المثليين للأطفال في بعض الإستثناءات |
| المملكة المتحدة | مركز بيو للدراسات       | 2017  | 73% | -   | -                                                       |

## التشريع حسب البلد أو الإقليم

#### الاتحاد الأوروبي
مفصلة: حقوق المثليين في الاتحاد الأوروبي
| حقوق المثليين في: | النشاط الجنسي المثلي              | الاعتراف القانوني بالعلاقات المثلية | زواج المثليين                      | التبني من قبل الأزواج المثليين                                                                                            | يسمح للمثليين والمثليات ومزدوجي التوجه الجنسي بالخدمة علناً في القوات المسلحة | قوانين مكافحة التمييز على أساس التوجه الجنسي | قوانين تتعلق بالهوية الجندرية/التعبير عنها |
| ----------------- | --------------------------------- | ----------------------------------- | ---------------------------------- | --- | ---------------------------------------------------------------------------- | --- | ------------------------------------------ |
| الاتحاد الأوروبي  | قانوني في "كل" الدول الأعضاء ال28 | / قانوني في 22/28 من الدول الأعضاء  | / قانوني في 14/28 من الدول الأعضاء | / تبني الشريك للطفل البيولوجي للشريك الآخر قانوني 18/28 من الدول الأعضاؤ; التبني المشترك قانوني في 13/28 من الدول الأعضاء | / قانوني في 27/28 من الدول الأعضاء                                           | تتطلب العضوية من الدول أن تحظر التمييز على أساس التوجه الجنسي في التوظيف. 3/28 من الدول تحظر بعض التمييز ضد المثليين. 25/28 "من الدول تحظر "كل التمييز ضد المثليين | / قانوني في 27/28 من الدول الأعضاء         |

#### أوروبا الوسطى
| حقوق المثليين في: | النشاط الجنسي المثلي | الاعتراف القانوني بالعلاقات المثلية | زواج المثليين                                                                       | التبني من قبل الأزواج المثليين | يسمح للمثليين والمثليات ومزدوجي التوجه الجنسي بالخدمة علناً في القوات المسلحة | قوانين مكافحة التمييز على أساس التوجه الجنسي                                                   | قوانين تتعلق بالهوية الجندرية/التعبير عنها |
| ----------------- | --- | --- | ----------------------------------------------------------------------------------- | --- | ---------------------------------------------------------------------------- | ---------------------------------------------------------------------------------------------- | --- |
| النمسا            | قانوني منذ عام 1971 + وقعت على إعلان الأمم المتحدة. | الشراكات المدنية منذ عام 2010 | قانوني منذ عام 2019                                                                 | تبني أحد الشريكين للطفل البيولوجي للشريك الآخر قانوني منذ عام 2013; الابني المشترك قانوني منذ عام 2016                            | Yes                                                                          | تحظر جميع أشكال التمييز ضد مجتمع المثليين                                                      | يسمح للمتحولين جنسيا بتغيير جنسهم القانوني دون الخضوع لجراحة إعادة تحديد الجنس |
| كرواتيا           | قانوني منذ عام 1977 (كجزء من يوغوسلافيا) + وقعت على إعلان الأمم المتحدة. | شراكات الحياة منذ عام 2014 | حظر دستوري منذ عام 2013                                                             | / وصاية الشريك منذ عام 2014 (مسؤولية أبويى علاقة أقرباء دائمة بين شريك الحياة وطفل شريكه والتي يتم تسجيلها على شهادة ميلاد الطفل) | Yes                                                                          | تحظر جميع أشكال التمييز ضد مجتمع المثليين                                                      | يحظر القانون بشأن القضاء على التمييز كل تمييز على أساس الهوية الجندرية والتعبير عنها على حد سواء. يتم تنظيم تغيير الجنس تحت سياسة خاصة من قبل وزارة الصحة.                          |
| جمهورية التشيك    | قانوني منذ عام 1962 (كجزء من تشيكوسلوفاكيا) + وقعت على إعلان الأمم المتحدة.                                                                                                   | الشراكة المسجلة منذ عام 2006 | في الإنتظار                                                                         | يمكن للأفراد المثليين في شراكة مسجلة التبني; تبني أحد الشركاء للكفل البيولوجي للشريك الآخر، والتبني بشكل مشترك في الإنتظار        | Yes                                                                          | تحظر جميع أشكال التمييز ضد مجتمع المثليين                                                      | الاعتراف بتغيير الجنس بعد جراحة تغيير الجنس (مع التعقيم القسري) |
| ألمانيا           | قانوني في ألمانيا الشرقية منذ عام 1968 قانوني في ألمانيا الغربية منذ عام 1969 + وقعت على إعلان الأمم المتحدة.                                                                 | شراكات الحياة المسجلة بين عامي 2001 و 2017 (يتم الاعتراف بالشراكات القائمة والشراكات الأجنبية الجديدة)                                        | قانوني منذ عام 2017                                                                 | تبني أحد الشريكين للطفل البيولوجي للشريك الآخر منذ عام 2005; التبني المشترك قانوني منذ عام 2017                                   | Yes                                                                          | تحظر جميع أشكال التمييز ضد مجتمع المثليين                                                      | تغيير الجنس قانوني؛ دون الحاجة إلى جراحة |
| المجر             | قانوني منذ عام 1962 + وقعت على إعلان الأمم المتحدة. | الشراكات المسجلة منذ عام 2009 | حظر دستوري منذ عام 2012                                                             | يسمح للأفراد من مجتمع المثليين بالتبني، لكن لايسمح للشركاء المثليين                                                               | Yes                                                                          | تحظر جميع أشكال التمييز ضد مجتمع المثليين                                                      | يسمح للمتحولين جنسيا بتغيير جنسهم القانوني دون الخضوع لجراحة إعادة تحديد الجنس |
| ليختنشتاين        | قانوني منذ عام 1989 + وقعت على إعلان الأمم المتحدة. | الشراكات المسجلة منذ عام 2011 | No                                                                                  | يسمح للأفراد من مجتمع المثليين بالتبني، لكن لايسمح للشركاء المثليين                                                               | ليس لديها جيش                                                                | تحظر جميع أشكال التمييز ضد مجتمع المثليين                                                      | تغيير الجنس غير قانوني |
| بولندا            | قانوني منذ عام 1932 + وقعت على إعلان الأمم المتحدة. | / الشراكة غير المسجلة قانونية منذ عام 2012؛ الشراكة المسجلة مقترحة في عام 2019                                                                | (يتم تفسير المادة 18 من الدستور بشكل عام على أنها تحد الزواج إلى الأزواج المغايرين) | يسمح للأفراد من مجتمع المثليين بالتبني، لكن لايسمح للشركاء المثليين                                                               | Yes                                                                          | تحظر بعض أشكال التمييز ضد مجتمع المثليين                                                       | سيمح للأشخاص المثليين بتغيير جنسهم القانوني ولكن بعد التدخلات الطبية كالجراحة. |
| سلوفاكيا          | قانوني منذ عام 1962 (كجزء من تشيكوسلوفاكيا) + وقعت على إعلان الأمم المتحدة.                                                                                                   | / هناك بعض الاعتراف القانوني بحقوق محدودة للشركاء المثليين غير المسجلين منذ عام 2018؛ بعض حقوق الإقامة المحدودة للأزواج المثليين منذ عام 2018 | حظر دستوري منذ عام 2014                                                             | يسمح للأفراد من مجتمع المثليين بالتبني، لكن لايسمح للشركاء المثليين                                                               | Yes                                                                          | تحظر جميع أشكال التمييز ضد مجتمع المثليين                                                      | يجب التعقيم من أجل تغيير الجنس |
| سلوفينيا          | قانوني منذ عام 1977 (كجزء من يوغوسلافيا) + وقعت على إعلان الأمم المتحدة. | تسجيل شراكة مثلية بين عامي 2006 و2017; الشراكات المسجلة منذ عام 2017                                                                          | No                                                                                  | / تبني أحد الشريكين للطفل البيولوجي للشريك الآخر منذ عام 2011                                                                     | Yes                                                                          | تحظر جميع أشكال التمييز ضد مجتمع المثليين                                                      | تغيير الجنس قانوني |
| سويسرا            | قانوني على نطاق وطني منذ عام 1942 قانوني كانتون قانوني في كل من جنيف، (كجزء من فرنسا), كانتون تيسينو، وكانتون فود، وكانتون فاليز منذ عام 1798 + وقعت على إعلان الأمم المتحدة. | الشراكات المسجلة في جنيف (2001)، زيورخ (2003), نيوشاتل (2004) و فرايبورغ (2005) على المستوى الوطني منذ عام 2007                               | (في الإنتظار)                                                                       | / تبني أحد الشريكين للطفل البيولوجي للشريك الآخر 2018                                                                             | Yes                                                                          | تحظر بعض أشكال التمييز ضد مجتمع المثليين تحظر جميع أشكال التمييز ضد مجتمع المثليين في الإنتظار | يمكن إصدار الوثائق القانونية بناءً على الهوية الجندرية الجديدة للشخص. التعقيم ضروري تقنيًا ولكن لم يتم تطبيقه منذ عام 2012. يمكن أن تصبح الشراكة المسجلة زواجًا بين الزوجين المغايرين. |

#### أوروبا الشرقية
| حقوق المثليين في:                    | النشاط الجنسي المثلي | الاعتراف القانوني بالعلاقات المثلية                                                | زواج المثليين                                                                             | التبني من قبل الأزواج المثليين                                      | يسمح للمثليين والمثليات ومزدوجي التوجه الجنسي بالخدمة علناً في القوات المسلحة                                           | قوانين مكافحة التمييز على أساس التوجه الجنسي | قوانين تتعلق بالهوية الجندرية/التعبير عنها         |
| ------------------------------------ | --- | ---------------------------------------------------------------------------------- | ----------------------------------------------------------------------------------------- | ------------------------------------------------------------------- | --- | -------------------------------------------- | -------------------------------------------------- |
| أبخازيا (إقليم متنازع عليه)          | قانوني منذ عام 1991 | No                                                                                 | No                                                                                        | No                                                                  | | No                                           |                                                    |
| أرمينيا                              | قانوني منذ عام 2003 + وقعت على إعلان الأمم المتحدة. | No                                                                                 | / حظر دستوري منذ عام 2015; الاعتراف بكل حالات الزواج التي تم عقدها في الخارج منذ عام 2017 | No                                                                  | [ 212 ] | No                                           | No                                                 |
| آرتساخ (إقليم متنازع عليه)           | قانوني منذ عام 2000 | No                                                                                 | حظر دستوري منذ عام 2006                                                                   | No                                                                  | | No                                           |                                                    |
| أذربيجان                             | قانوني منذ عام 2000 | No                                                                                 | No                                                                                        | No                                                                  | No | No                                           | No                                                 |
| روسيا البيضاء                        | قانوني منذ عام 1994 | No                                                                                 | حظر دستوري منذ عام 1994                                                                   | No                                                                  | / يمنع على المثليين الخدمة العسكرية خلال وقت السلم، لكن خلال وقت الحرب يسمح للمثليين بالتجنيد كقادرين جزئيا على الخدمة | No                                           | Yes                                                |
| جورجيا                               | قانوني منذ عام 2000 + وقعت على إعلان الأمم المتحدة. | No                                                                                 | حظر دستوري منذ عام 2018                                                                   | No                                                                  | | تحظر جميع أشكال التمييز ضد مجتمع المثليين    | يتوجب الجراحة والتعقيم من أجل تغيير الجنس          |
| كازاخستان                            | قانوني منذ عام 1998 | No                                                                                 | No                                                                                        | No                                                                  | No | No                                           | [ 217 ]                                            |
| مولدوفا                              | قانوني منذ عام 1995 + وقعت على إعلان الأمم المتحدة. | No                                                                                 | حظر دستوري منذ عام 1994                                                                   | No                                                                  | Yes | تحظر بعض أشكال التمييز ضد مجتمع المثليين     | لايتطلب الجراحة أو التعقيم بعد الآن منذ عام 2017   |
| رومانيا                              | قانوني منذ عام 1996 + وقعت على إعلان الأمم المتحدة. | / بعض حقوق الإقامة المحدودة للأزواج المثليين منذ عام 2018؛ الشراكات المدنية مقترحة | تم رفض الحظر الدستوري                                                                     | يسمح للأفراد من مجتمع المثليين بالتبني، لكن لايسمح للشركاء المثليين | Yes | تحظر جميع أشكال التمييز ضد مجتمع المثليين    | الاعتراف بتغيير الجنس بعد الجراحة والتعقيم         |
| روسيا                                | قانوني بين الذكور منذ عام 1993 كان دوما قانونيا بين الإناث غير قانوني في الشيشان، أين يتم اختطاف وتعذيب المثليين في معسكرات اعتقال بسبب توجههم الجنسي الحقيقي أو المتصور. انظر عمليات التطهير بحق المثليين جنسيا في الشيشان لمزيد من المعلومات. | No                                                                                 | No                                                                                        | No                                                                  | [بحاجة لمصدر] | No                                           | لا يتطلب الجراحة ولا التعقيم بعد الآن منذ عام 2018 |
| أوسيتيا الجنوبية (إقليم متنازع عليه) | قانوني منذ عام 1991 | No                                                                                 | No                                                                                        | No                                                                  | | No                                           |                                                    |
| ترانسنيستريا (إقليم متنازع عليه)     | قانوني منذ عام 2002 | No                                                                                 | No                                                                                        | No                                                                  | | No                                           |                                                    |
| أوكرانيا                             | قانوني منذ عام 1991 + وقعت على إعلان الأمم المتحدة. | No                                                                                 | حظر دستوري منذ عام 1996                                                                   | يسمح للأفراد من مجتمع المثليين بالتبني، لكن لايسمح للشركاء المثليين | [ 226 ] | تحظر بعض أشكال التمييز ضد مجتمع المثليين     | لا يتطلب الجراحة ولا التعقيم منذ عام 2016          |

#### أوروبا الشمالية
| حقوق المثليين في:                            | النشاط الجنسي المثلي                                                   | الاعتراف القانوني بالعلاقات المثلية                                                       | زواج المثليين                                                | التبني من قبل الأزواج المثليين | يسمح للمثليين والمثليات ومزدوجي التوجه الجنسي بالخدمة علناً في القوات المسلحة | قوانين مكافحة التمييز على أساس التوجه الجنسي | قوانين تتعلق بالهوية الجندرية/التعبير عنها                       |
| -------------------------------------------- | ---------------------------------------------------------------------- | ----------------------------------------------------------------------------------------- | ------------------------------------------------------------ | --- | ---------------------------------------------------------------------------- | -------------------------------------------- | ---------------------------------------------------------------- |
| الدنمارك                                     | قانوني منذ عام 1933 + وقعت على إعلان الأمم المتحدة.                    | الشراكة المسجلة بين عامي 1989 و 2012 (الشراكات الموجودة لايزال معترفا بها)                | قانوني منذ عام 2012                                          | تبني أحد الشريكين للطفل البيولوجي للشريك الآخر منذ عام 1999; التبني المشترك منذ عام 2010                                                                                 | Yes                                                                          | تحظر جميع أشكال التمييز ضد مجتمع المثليين    | يتم السماح بتغيير الجنس دون الحاجة إلى الجراحة أو علاج الهرمونات |
| إستونيا                                      | قانوني منذ 1992 + وقعت على إعلان الأمم المتحدة.                        | اتفاقيات التعايش منذ عام 2016                                                             | / يتم الاعتراف بزواج المثليين المنعقد في الخارج منذ عام 2016 | / تبني أحد الشريكين للطفل البيولوجي للشريك الآخر منذ عام 2016، يمكن للشركاء حيث يكون كلا الشريكين يعانون من العقم أن يتبنوا أطفالًا غير بيولوجيين بشكل مشترك منذ عام 2016 | Yes                                                                          | تحظر جميع أشكال التمييز ضد مجتمع المثليين    | تغيير الجنس قانوني، لايلزم الخضوع للجراحة                        |
| جزر فارو (بلد مستقل تحت سلطة مملكة الدنمارك) | قانوني منذ عام 1933 + وقعت على إعلان الأمم المتحدة.                    | No                                                                                        | قانوني منذ عام 2017                                          | قانوني منذ عام 2017 | الدنمارك مسؤولة عن الدفاع                                                    | تحظر بعض أشكال التمييز ضد مجتمع المثليين     | [ 240 ]                                                          |
| فنلندا (يشمل جزر أولاند)                     | قانوني منذ عام 1971 + وقعت على إعلان الأمم المتحدة.                    | الشراكات المسجلة بين عامي 2002 و 2017 (الشراكات الموجودة لايزال يتم الاعتراف بها)         | قانوني منذ عام 2017                                          | تبني أحد الشريكين للطفل البيولوجي للشريك الآخر منذ عام 2009; التبني المشترك منذ عام 2017                                                                                 | Yes                                                                          | تحظر جميع أشكال التمييز ضد مجتمع المثليين    | يسمح بتغيير الجنس والاعتراف به إلا بعد التعقيم الإجباري          |
| آيسلندا                                      | قانوني منذ عام 1940 (كجزء من الدنمارك) + وقعت على إعلان الأمم المتحدة. | الشراكات المسجلة بين عامي 1996 و 2010 (الشراكات الموجودة لايزال يتم الاعتراف بها)         | قانوني منذ عام 2010                                          | قانوني منذ عام 2006 | ليس لديها جيش                                                                | تحظر جميع أشكال التمييز ضد مجتمع المثليين    | يمكن تغيير الجنس والاعتراف به، التعقيم غير ملزم                  |
| لاتفيا                                       | قانوني منذ عام 1992 + وقعت على إعلان الأمم المتحدة.                    | No                                                                                        | حظر دستوري منذ عام 2006                                      | يسمح للأفراد من مجتمع المثليين بالتبني، لكن لايسمح للشركاء المثليين | Yes                                                                          | تحظر بعض أشكال التمييز ضد مجتمع المثليين     | يمكن تغيير الجنس والاعتراف به، لايلزم أي تدخل طبي                |
| ليتوانيا                                     | قانوني منذ 1993 + وقعت على إعلان الأمم المتحدة.                        | / بعض حقوق الإقامة المحدودة للأزواج المثليين منذ عام 2018؛ اتفاقيات المساكنة في الإنتظار. | حظر دستوري منذ عام 1992                                      | يسمح للأزواج المغايرين فقط بالتبني | Yes                                                                          | تحظر جميع أشكال التمييز ضد مجتمع المثليين    | تغيير الجنس قانوني، لكن بعد الجراحة                              |
| النرويج                                      | قانوني منذ عام 1972 + وقعت على إعلان الأمم المتحدة.                    | الشراكات المسجلة بين عامي 1993 و 2009 (الشراكات القائمة يتم الاعتراف بها)                 | قانوني منذ عام 2009                                          | تبني أحد الشريكين للطفل البيولوجي للشريك الآخر منذ عام 2002 التبني المشترك منذ عام 2009                                                                                  | Yes                                                                          | تحظر بعض أشكال التمييز ضد مجتمع المثليين     | تغيير الجنس قانوني، مع تغيير كل الوثائق إلى الجندر المرغوب فيه   |
| السويد                                       | قانوني منذ عام 1944 + وقعت على إعلان الأمم المتحدة.                    | الشركات المسجلة بين عامي 1995 و 2009 (الشراكات القائمة يتم الاعتراف بها)                  | قانوني منذ عام 2009                                          | قانوني منذ عام 2003 | [ 266 ]                                                                      | تحظر بعض أشكال التمييز ضد مجتمع المثليين     | [ 267 ]                                                          |

#### أوروبا الجنوبية
| حقوق المثليين في:                                          | النشاط الجنسي المثلي | الاعتراف القانوني بالعلاقات المثلية | زواج المثليين                                  | التبني من قبل الأزواج المثليين | يسمح للمثليين والمثليات ومزدوجي التوجه الجنسي بالخدمة علناً في القوات المسلحة | قوانين مكافحة التمييز على أساس التوجه الجنسي | قوانين تتعلق بالهوية الجندرية/التعبير عنها                                   |
| ---------------------------------------------------------- | --- | --- | ---------------------------------------------- | --- | ---------------------------------------------------------------------------- | --- | ---------------------------------------------------------------------------- |
| أكروتيري ودكليا (إقليم ماوراء البحار تابع للمملكة المتحدة) | قانوني منذ عام 2000 + وقعت على إعلان الأمم المتحدة.                                                                                                 | منذ عام 2005, لأعضاء القوات المسلحة البريطانية | منذ عام 2014, لأعضاء القوات المسلحة البريطانية | | المملكة المتحدة مسؤولة عن الدفاع                                             | تحظر بعض أشكال التمييز ضد مجتمع المثليين |                                                                              |
| ألبانيا                                                    | قانوني منذ عام 1995 + وقعت على إعلان الأمم المتحدة.                                                                                                 | No | No                                             | No | Yes                                                                          | تحظر جميع أشكال التمييز ضد مجتمع المثليين | لا اعتراف                                                                    |
| أندورا                                                     | قانوني منذ عام 1990 + وقعت على إعلان الأمم المتحدة.                                                                                                 | الاتحادات المستقرة منذ عام 2005؛ الاتحادات المدنية منذ عام 2014 | No                                             | قانوني منذ عام 2014 | ليس لديها جيش                                                                | تحظر جميع أشكال التمييز ضد مجتمع المثليين | لا يوجد اعتراف قانوني                                                        |
| البوسنة والهرسك                                            | قانوني منذ عام 1996 في اتحاد البوسنة والهرسك، في جمهورية صرب البوسنة منذ عام 1998، وفي منطقة برتشكو منذ عام 2003 + وقعت على إعلان الأمم المتحدة.    | No | No                                             | No | Yes                                                                          | تحظر جميع أشكال التمييز ضد مجتمع المثليين | تغيير الجنس قانوني، ولكن بعض الخضوع للجراحة                                  |
| بلغاريا                                                    | قانوني منذ عام 1968 + وقعت على إعلان الأمم المتحدة.                                                                                                 | / بعض حقوق الإقامة المحدودة للأزواج المثليين منذ عام 2018 | حظر دستوري منذ عام 1991                        | يسمح للأفراد من مجتمع المثليين بالتبني، لكن لايسمح للشركاء المثليين                                                                | Yes                                                                          | تحظر جميع أشكال التمييز ضد مجتمع المثليين | تغيير الجنس قانوني، يلزم الخضوع للجراحة والتعقيم                             |
| قبرص                                                       | قانوني منذ عام 1998 + وقعت على إعلان الأمم المتحدة.                                                                                                 | المساكنة المدنية منذ عام 2015 | No                                             | No | [ 283 ]                                                                      | تحظر جميع أشكال التمييز ضد مجتمع المثليين | تحظر التمييز على أساس الهوية الجندرية. تغيير الجنس غير قانوني                |
| جبل طارق (إقليم ماوراء البحار تابع للمملكة المتحدة)        | قانوني منذ عام 1993 + وقعت على إعلان الأمم المتحدة.                                                                                                 | الشراكات المدنية منذ عام 2014 | قانوني منذ عام 2016                            | قانوني منذ عام 2014 | المملكة المتحدة مسؤولة عن الدفاع                                             | تحظر بعض أشكال التمييز ضد مجتمع المثليين |                                                                              |
| اليونان                                                    | قانوني منذ عام 1951 + وقعت على إعلان الأمم المتحدة.                                                                                                 | إتفاقيات المساكنة قانونية منذ عام 2015 | No                                             | يمكن للشركاء المثليين في اتفاقيات المساكنة حضانة الأطفال مؤقتا يسمح للأفراد من مجتمع المثليين بالتبني، لكن لايسمح للشركاء المثليين | Yes                                                                          | تحظر جميع أشكال التمييز ضد مجتمع المثليين | تحت قانون الاعتراف القانوني بالجندر 2017                                     |
| إيطاليا                                                    | قانوني منذ عام 1890 + وقعت على إعلان الأمم المتحدة.                                                                                                 | الاتحادات المدنية منذ عام 2016 | / تم الاعتراف بزواج مثلي واحد في عام 2017      | / تم الاعتراف بتبني أحد للشركاء للطفل البيولوجي للشريك الآخر من قبل محكمة النقض الإيطالية منذ عام 2016                             | Yes                                                                          | تحظر بعض أشكال التمييز ضد مجتمع المثليين | تغيير الجنس والاعتراف به قانوني، دون الحاجة إلى التعقيم                      |
| كوسوفو (إقليم متنازع عليه)                                 | قانوني منذ عام 1994 (كجزء من يوغوسلافيا) | No | [ 299 ]                                        | يسمح للأفراد من مجتمع المثليين بالتبني، لكن لايسمح للشركاء المثليين                                                                | Yes                                                                          | تحظر جميع أشكال التمييز ضد مجتمع المثليين | لا اعتراف قانوني                                                             |
| مالطا                                                      | قانوني منذ عام 1973 + وقعت على إعلان الأمم المتحدة.                                                                                                 | الاتحادات المدنية منذ عام 2014 | قانوني منذ عام 2017                            | قانوني منذ عام 2014 | Yes                                                                          | تحظر جميع أشكال التمييز ضد مجتمع المثليين التشريح المرضي أو محاولة علاج التوجه الجنسي من قبل متخصصي الصحة العقلية غير قانوني منذ عام 2016                         | يسمح للأشخاص المتحولين بتغيير جنسهم القانوني؛ الجراحة غير ملزمة منذ عام 2015 |
| الجبل الأسود                                               | قانوني منذ 1977 (كجزء من يوغوسلافيا) + وقعت على إعلان الأمم المتحدة.                                                                                | مقترح | حظر دستوري منذ عام 2007                        | No | Yes                                                                          | تحظر جميع أشكال التمييز ضد مجتمع المثليين | تغيير الجنس قانوني، ولكنه يتطلب التعقيم والجراحة                             |
| شمال مقدونيا                                               | قانوني منذ عام 1996 + وقعت على إعلان الأمم المتحدة.                                                                                                 | No | No                                             | No | Yes                                                                          | تحظر جميع أشكال التمييز ضد مجتمع المثليين | No                                                                           |
| قبرص الشمالية (إقليم متنازع عليه)                          | قانوني منذ عام 2014 | No | No                                             | No | No                                                                           | تحظر جميع أشكال التمييز ضد مجتمع المثليين |                                                                              |
| البرتغال                                                   | قانوني منذ عام 1983 + وقعت على إعلان الأمم المتحدة.                                                                                                 | الاتحادات بحكم الأمر الواقع منذ عام 2001 | قانوني منذ عام 2010                            | قانوني منذ عام 2016 | Yes                                                                          | تحظر جميع أشكال التمييز ضد مجتمع المثليين | يمكن تغيير جميع الوثائق قانونيا لتعكس الجنس المرغوب فيه منذ عام 2011         |
| سان مارينو                                                 | قانوني منذ عام 1865 + وقعت على إعلان الأمم المتحدة.                                                                                                 | الاتحادات المدنية منذ عام 2019 | No                                             | / تبني أحد الشريكين للطفل البيولوجي للشريك الآخر قانوني منذ عام 2019                                                               |                                                                              | تحظر جميع أشكال التمييز ضد مجتمع المثليين | لا اعتراف قانوني                                                             |
| صربيا                                                      | قانوني منذ عام 1858, عندما كانت تابعة للامبراطورية العثمانية إلى عام 1860, ومجددا منذ عام 1994 (كجزء من يوغوسلافيا) + وقعت على إعلان الأمم المتحدة. | No | حظر دستوري منذ عام 2006                        | يسمح للأفراد من مجتمع المثليين بالتبني، لكن لايسمح للشركاء المثليين                                                                | Yes                                                                          | تحظر جميع أشكال التمييز ضد مجتمع المثليين | قانوني بعد سنة واحدة من العلاج الهرموني، لم تعد الجراحة مطلوبة منذ عام 2019  |
| إسبانيا                                                    | قانوني منذ عام 1979 + وقعت على إعلان الأمم المتحدة.                                                                                                 | اتحادات بحكم الأمر الواقع في كاتالونيا (1998), آراغون (1999), نافارا (2000), قشتالة-لا مانتشا (2000), منطقة بلنسية (2001), جزر البليار (2001), مدريد (2001), أستورياس (2002), قشتالة وليون (2002), أندلوسيا (2002)، جزر الكناري (2003), إكستريمادورا (2003), بلد الباسك (2003), كانتابريا (2005), غاليسيا (2008)، لا ريوخا (2010)، مورسيا (2018)، وفي المدينتين المستقلتين؛ سبتة (1998) و مليلة (2008). | قانوني منذ عام 2005                            | قانوني منذ عام 2005 | Yes                                                                          | تحظر جميع أشكال التمييز ضد مجتمع المثليين التشريح المرضي أو محاولة علاج التوجه الجنسي من قبل متخصصي الصحة العقلية غير قانوني في أندلوسيا، مدريد، مورسيا، و بلنسيا | منذ عام 2007, يمكن تغيير جميع الوثائق القانونية لتعكس الجنس المرغوب فيه      |
| تركيا                                                      | قانوني منذ عام 1858 | No | No                                             | No | No                                                                           | No | قانوني منذ عام 1988، لكن يلزم التعقيم والجراحة                               |
| الفاتيكان                                                  | قانوني منذ عام 1890 (كجزء من إيطاليا) | No | No                                             | No | ليس لديها جيش                                                                | No |                                                                              |

#### أوروبا الغربية
| حقوق المثليين في:                                                | النشاط الجنسي المثلي | الاعتراف القانوني بالعلاقات المثلية                                                                                                | زواج المثليين                                                                                     | التبني من قبل الأزواج المثليين                                                               | يسمح للمثليين والمثليات ومزدوجي التوجه الجنسي بالخدمة علناً في القوات المسلحة | قوانين مكافحة التمييز على أساس التوجه الجنسي | قوانين تتعلق بالهوية الجندرية/التعبير عنها                           |
| ---------------------------------------------------------------- | --- | --- | ------------------------------------------------------------------------------------------------- | -------------------------------------------------------------------------------------------- | ---------------------------------------------------------------------------- | --- | -------------------------------------------------------------------- |
| بلجيكا                                                           | قانوني منذ عام 1795 + وقعت على إعلان الأمم المتحدة. | المساكنة القانونية منذ عام 2000 | قانوني منذ عام 2003                                                                               | قانوني منذ عام 2006                                                                          | Yes                                                                          | تحظر جميع أشكال التمييز ضد مجتمع المثليين | منذ عام 2018، تغيير الجنس لا يتطلب التعقيم أو الجراحة                |
| فرنسا                                                            | قانوني على نطاق وطني منذ عام 1791 قانوني في سافوي منذ عام 1792 + وقعت على إعلان الأمم المتحدة.                                                                             | ميثاق التضامن المدني منذ عام 1999                                                                                                  | قانوني منذ عام 2013                                                                               | قانوني منذ عام 2013                                                                          | Yes                                                                          | تحظر جميع أشكال التمييز ضد مجتمع المثليين | منذ عام 2017, تغيير الجنس لا يتطلب التعقيم أو الجراحة                |
| غيرنزي (تابعة من توابع التاج البريطاني تحت سلطة المملكة المتحدة) | قانوني منذ عام 1983 + وقعت على إعلان الأمم المتحدة. | / الشراكات المدنية التي يتم عقدها يعترف بها لأغراض التوريث في الميراث والمسائل الأخرى التي تحترم المصالح في الممتلكات منذ عام 2012 | قانوني منذ عام 2017 في غيرنزي و منذ عام 2018 في آلدرني / سيصبح قانونيا في سارك في فبراير 2020     | قانوني منذ عام 2017                                                                          | المملكة المتحدة مسؤولة عن الدفاع                                             | تحظر جميع أشكال التمييز ضد مجتمع المثليين | تغيير الجنس قانوني منذ عام 2007                                      |
| جمهورية أيرلندا                                                  | قانوني بين الذكور منذ عام 1993 كان دوما قانونيا بالنسبة للإناث + وقعت على إعلان الأمم المتحدة.                                                                             | الشراكة المدنية بين عامي 2011 و 2015 (لا يزال يعترف بالشراكات القائمة)                                                             | قانوني منذ عام 2015 بعد استفتاء دستوري                                                            | قانوني منذ عام 2017                                                                          | Yes                                                                          | تحظر جميع أشكال التمييز ضد مجتمع المثليين | تحت قانون الاعتراف بالجندر 2015                                      |
| جزيرة مان (تابعة التاج البريطاني تحت سلطة المملكة المتحدة)       | قانوني منذ عام 1992 + وقعت على إعلان الأمم المتحدة. | الشراكة المدنية منذ عام 2011 | قانوني منذ عام 2016                                                                               | قانوني منذ عام 2011                                                                          | المملكة المتحدة مسؤولة عن الدفاع                                             | تحظر جميع أشكال التمييز ضد مجتمع المثليين | يسمح بتغيير الجنس والاعتراف به تحت قانون الاعتراف بالجنس 2009 (ج.11) |
| جيرزي (تابعة التاج البريطاني تحت سلطة المملكة المتحدة)           | قانوني منذ عام 1990 + وقعت على إعلان الأمم المتحدة. | الشراكة المدنية منذ عام 2012 | قانوني منذ عام 2018                                                                               | قانوني منذ عام 2012                                                                          | المملكة المتحدة مسؤولة عن الدفاع                                             | تحظر جميع أشكال التمييز ضد مجتمع المثليين | تحت قانون (جيرزي) الاعتراف بالجندر 2010                              |
| لوكسمبورغ                                                        | قانوني منذ عام 1795 + وقعت على إعلان الأمم المتحدة. | الشراكة المسجلة منذ عام 2004 | قانوني منذ عام 2015                                                                               | قانوني منذ عام 2015                                                                          | Yes                                                                          | تحظر جميع أشكال التمييز ضد مجتمع المثليين | لايلزم الطلاق، التعقيم، أو الجراحة منذ سبتمبر 2018 لأجل تغيير الجنس  |
| موناكو                                                           | قانوني منذ عام 1793 + وقعت على إعلان الأمم المتحدة. | إتفاقيات الحياة المشتركة منذ عام 2020                                                                                              | No                                                                                                | No                                                                                           | فرنسا مسؤولة عن الدفاع                                                       | تحظر بعض أشكال التمييز ضد مجتمع المثليين |                                                                      |
| هولندا                                                           | قانوني منذ عام 1811 + وقعت على إعلان الأمم المتحدة. | الشراكة المسجلة منذ عام 1998 | قانوني منذ عام 2001                                                                               | قانوني منذ عام 2001                                                                          | Yes                                                                          | تحظر جميع أشكال التمييز ضد مجتمع المثليين | منذ عام 2017, تغيير الجنس لا يتطلب التعقيم أو الجراحة                |
| المملكة المتحدة                                                  | قانونية بين الذكور في إنجلترا وويلز منذ عام 1967, في اسكتلندا منذ عام 1981, وفي أيرلندا الشمالية منذ عام 1982 كانت دوما قانونية بين الإناث + وقعت على إعلان الأمم المتحدة. | الشراكات المدنية منذ عام 2005 | قانوني في انجلترا، ويلز، واسكتلندا منذ عام 2014 / سيصبح قانونيا في أيرلندا الشمالية في يناير 2020 | قانوني في إنجلترا وويلز منذ عام 2005, في اسكتلندا منذ عام 2009 وفي شمال آيرلندا منذ عام 2013 | قانوني منذ عام 2000                                                          | تحظر جميع أشكال التمييز ضد مجتمع المثليين ولكن قانون الأمن العام 1986 تحت الفصل 29JA “حرية التعبير عن الرأي (التوجه الجنسي)” لا يزال يميز ضد الأشخاص من مجتمع المثليين يقدم مزايا غير عادلة للجناة المعادين لمجتمع المثليين | تحت قانون الاعتراف بالجندر 2004                                      |